# Nemesia seldeni
Nemesia seldeni is een spinnensoort in de taxonomische indeling van de bruine klapdeurspinnen (Nemesiidae).
Nemesia seldeni werd in 2005 beschreven door Decae.